# 卡拉奇高地
卡拉奇高地是俄羅斯的高地，位於比秋格河和霍皮奧爾河之間的頓河左岸，屬於東歐平原的一部分，最高點海拔高度240米，該地區種滿小麥、黑麥、小米和葵花籽。